# Sylwester Kościak
Sylwester Kościak (ur. 10 czerwca 1923, zm. 11 lutego 2001) – polski oficer Wojsk Ochrony Pogranicza, pułkownik ludowego Wojska Polskiego.

## Życiorys
Urodził się w Będzinie w rodzinie górniczej. W 1937 roku ukończył szkołę powszechną 7-klasową w Piaskach, a w 1949 roku Liceum Ogólnokształcące w Ostródzie.
Od maja do lipca 1940 roku pracował w kopalni rudy żelaznej w miejscowości Gebhardshagen koło Salzgitter, następnie od maja do lipca 1941 roku w kopalni węgla. Od września 1944 roku do stycznia 1945 roku służył w Armii Ludowej w stopniu szeregowego.
W kwietniu 1945 roku rozpoczął służbę w ludowym Wojsku Polskim. We wrześniu 1945 roku ukończył Centralną Szkołę Oficerów Polityczno-Wychowawczych w Łodzi. W dniu 4 września 1945 roku awansowany na pierwszy stopień oficerski podporucznika, a w maju 1946 roku awansował do stopnia porucznika. Do kwietnia 1947 roku pełnił obowiązki zastępcy dowódcy kompanii w Oficerskiej Szkole Piechoty nr 3 w Inowrocławiu. Później został przeniesiony do Centrum Wyszkolenia WOP. W jednostce tej pełnił obowiązki zastępcy dowódcy kompanii do spraw politycznych, oficera ewidencji politycznej, starszego instruktora organizacji politycznej, zastępcy Szefa Wydziału Politycznego, zastępcy Komendanta do spraw politycznych. W latach 1952–1954 ukończył 2-letnią Szkołę Partyjną przy KC PZPR. Członek PZPR.
W okresie od dnia 1 listopada 1959 rok do 1 października 1960 roku pełnił czasowo obowiązki komendanta Oficerskiej Szkoły Wojsk Ochrony Pogranicza. W szkole służył do czerwca 1963 roku na stanowisku zastępcy komendanta do spraw politycznych.
Następnie pracował w aparacie politycznym Dowództwa Wojska Ochrony Pogranicza do stycznia 1978 roku, ostatnio na stanowisku zastępcy Szefa Zarządu Politycznego WOP.

## Awanse
- podporucznik - 1945
- porucznik - 1946
- kapitan - 1949
- major - 1954
- podpułkownik - 1958
- pułkownik - 1963

## Odznaczenia
- Krzyż Kawalerski Orderu Odrodzenia Polski (1963)
- Krzyż Oficerski Orderu Odrodzenia Polski (1972)
- Złoty Krzyż Zasługi (1956)
- Srebrny Krzyż Zasługi (1946)
- inne medale resortowe i odznaki jubileuszowe